# عمانوئيل (مستوطنة)
عِمانوئيل (بالعبرية: עִמָּנוּאֵל‏) مستوطنة إسرائيلية دينية، أقيمت عام 1983 ضمن حوض محمية وادي قانا في بلدة دير استيا شمال غرب محافظة سلفيت. سيطرت على مساحة 742 دونماً حين بدأ تأسيسها، ولاحقاً وضع لها مخطط هيكلي لتتسع مساحتها إلى 10,040 دونماً، وتم تحويلها إلى مجلس محلي عام 1985. بلغ عدد سكانها حتى عام 2016 حوالي 3,309 مستوطن.

## التسمية
سميت باسم الطفل الرمزي في سفر إشعياء (7:14).

## التاريخ
تأسست عِمانوئيل في عام 1983، أقامتها مجموعه من المستثمرين المتدينين اليهود كمستوطنة دينية خالصة. توسعت هذه المستوطنة على حساب أراضي البلدة العربية «دير استيا»، في مواقع عقبة جرادة، وجبل الذيب، وأيضاً على مجرى محمية واد قانا الاستراتيجي، ذو الأهمية من الناحية البيئية، والمائية، والمراعي، والأرض، فهو يختزن في باطن أرضه جزءًا من امتداد الحوض المائي الذي تتميز به محافظة سلفيت؛ وأيضا فإن هذا الوادي هو عبارة عن منطقة طبيعية متميزة بأحراشها، بحيث تصنف ضمن المناطق الطبيعية والمحمية في فلسطين. ويتعرض الوادي إلى التدمير بفعل مياه الصرف الصحي القادمة من المستوطنة والمنطقة الصناعية.
بداية التسعينيات من القرن الماضي، مرت المستوطنة بتوسع كبير، امتد توسعها حتى وصلت أراضي قرية الفندق، وأقيم على أراضيها منطقة صناعية في عام 1990، ولاحقاً أُضيف إلى هذه المنطقة الصناعية في عام 1997 حوالي 500 دونم من أراضي قرية اماتين. إلا أن اتفاقيات السلام لم تشجع المستثمرين وشركات البناء على الاستمرار في التوسع، ونتيجة لذلك هنالك جزء كبير في المستوطنة، مكون من بناء غير مكتمل.

## السكان
بلغ عدد سكانها عام 1998 حوالي 3,290 مستوطنًا، فيما بلغ عدد سكانها حتى نهاية عام 2012 حوالي 3,013 مستوطنًا. وكان عدد سكانها عام 2016 قرابة 3,309 مستوطناً. ويتزايد عدد السكان في معدل نمو سنوي قدره 1.7٪.

## الصناعة
تضم المنطقة الصناعية مصانع للنسيج، ومصانع خيطان، ومنجرة، ومصنع ألمنيوم وحديد ومصنع للماس.

## روابط خارجية
- الموقع الرسمي
- عيمانويل فيلم ترويجي - סרט תדמית על עמנואל على يوتيوب